# 4.º Prêmio Angelo Agostini
O 4.º Prêmio Angelo Agostini (também chamado Troféu Angelo Agostini) foi um evento organizado pela Associação dos Quadrinhistas e Caricaturistas do Estado de São Paulo (ACQ-ESP) com o propósito de premiar os melhores lançamentos brasileiros de quadrinhos de 1987 em diferentes categorias.

## História
O prêmio especial, que foi dado no ano anterior ao Sindicato dos Jornalistas de São Paulo, tornou-se regular e foi oficialmente denominado Troféu Jayme Cortez, em homenagem ao desenhista de mesmo nome que falecera no ano anterior. O objetivo desta categoria é homenagear pessoa ou instituição que tenha dado apoio ao quadrinho nacional no ano anterior ao da entrega do prêmio.
Houve também uma mudança no troféu, que passou a ser uma pequena estátua de vidro com a estampa de Angelo Agostini.
A cerimônia de entrega de troféus foi realizada no Bar Vermelho, em São Paulo, pertencente ao cartunista Ohi. Houve também uma apresentação musical do quadrinista Marcatti e da banda de blues Cachorro Magro, além de uma exposição dos premiados e homenagem aos artistas Jayme Cortez e Henfil, falecidos no ano anterior.

## Prêmios
| Categoria                    | Vencedores                             |
| ---------------------------- | -------------------------------------- |
| Mestre do Quadrinho Nacional | Cláudio Seto                           |
| Mestre do Quadrinho Nacional | João Batista Queiroz                   |
| Mestre do Quadrinho Nacional | Luiz Sá                                |
| Desenhista                   | Spacca                                 |
| Roteirista                   | Fernando Gonsales                      |
| Lançamento                   | Radar vários autores (Press Editorial) |
| Troféu Jayme Cortez          | Marcatti                               |